# Hindustan Aeronautics
Hindustan Aeronautics Limited (hindijsko हिंदुस्तान एरोनॉटिक्स लिमिटेड; HAL, hindijsko हि ए लि) je letalskovesoljsko in orožarsko podjetje, ki je v lasti indijske vlade.

## Izdelki

### Agrikulturna letala
- HA-31 Basant

### Lovska letala
- HAL HF-24 Marut
- Tejas — lahki lovec
- Su-30MKI — razvit skupaj s Suhojem na podlagi Su-27
- FGFA — lovec 5. generacije v razvoju, sodelovanje s Suhojem
- AMCA — stealth lovec v razvoju

### Helikopterji
- Dhruv — lahki helikopter
- Lahki bojni helikopter
- Lahki opazovalni helikopter (v razvoju)
- Indjski večnamenski helikopter (v razvoju)
- Rudra - jurišni helikopter

### Motorji
- GTRE GTX-35VS Kaveri- sodelovanje s GTRE (v razvoju)
- PTAE-7- za pogon Lakšj PTA
- GTSU-110 - za zagon glavnega motorja GE404 ali Kaveri
- HAL/Turbomeca Shakti - sodelovanje s Turbomeco za pogon helikopterja HAL Dhruv

### Trenažerji
- HT-2 - prvo serijsko proizvajano letalo družbe
- HPT-32 Deepak - osnovno šolsko letalo
- HJT-16 Kiran - rektivni trenažerji, nasledila jih bo HJT-36 Sitara
- HTT-34 - turbopropelerska verzija od HPT-32 Deepak
- HTT-35 - predlagani osnovni trenažer, kasneje opuščen
- HJT-36 Sitara — reaktivni trenažer (v razvoju)
- HAL HTT-40 osnovni trenažer (predlagan)
- HAL HJT 39 / CAT napredni reaktivni trenažer (predlagan)

### Opazovalna in izvidniška letala
- HAOP-27 Krishak

### Transportna in potniška letala
- Saras — v razvoju skupaj s  National Aerospace Laboratories (NAL)
- HAL Multirole Transport Aircraft — v razvoju s Iljušinom
- Indian Regional Jet (IRJ) - 70-100 sedežno letalo, ki naj bi ga razvili skupaj s NAL-om

### Večnamenska letala
- HUL-26 Pushpak

### Jadralna letala
- HAL G-1 - prvi dizajn podjetja HAL, 1941
- Ardhra — šolsko jadralno letalo
- Rohini

### Brezpilotna letala
- PTA Lakšja — UAV
- PTA Lakšja 2 — UAV
- NRUAV
- Nišant UAV
- Rustom H

## Licencčna proizvodnja
- Harlow PC-5 — prvo letalo, ki ga je zgradil HAL
- Percival Prentice
- Mikoyan-Gurevich MiG-21
- Folland Gnat
- HAL Ajeet — izboljšana verzija Folland Gnata
- Mikojan-Gurevič MiG-27
- SEPECAT Jaguar
- BAE Hawk
- Suhoj Su-30MKI
- Dornier Do 228
- Aerospatiale SA 315B Lama — HAL Cheetah, Lancer, Cheetal
- Aerospatiale SA 316B Alouette III — HAL Chetak, Chetan
- HAL HS 748 Avro
- Rolls-Royce Turbomeca Adour Mk 811 — motor za pogon SEPECAT Jaguarja
- Rolls-Royce Turbomeca Adour Mk 871 — motor za pogon BAE Hawk Mk 132
- Garrett TPE331-5 — motor za pogon Dornier Do 228
- Turbomeca TM 333 — motor za pogon HAL Dhruv